# Zacharias Schalley

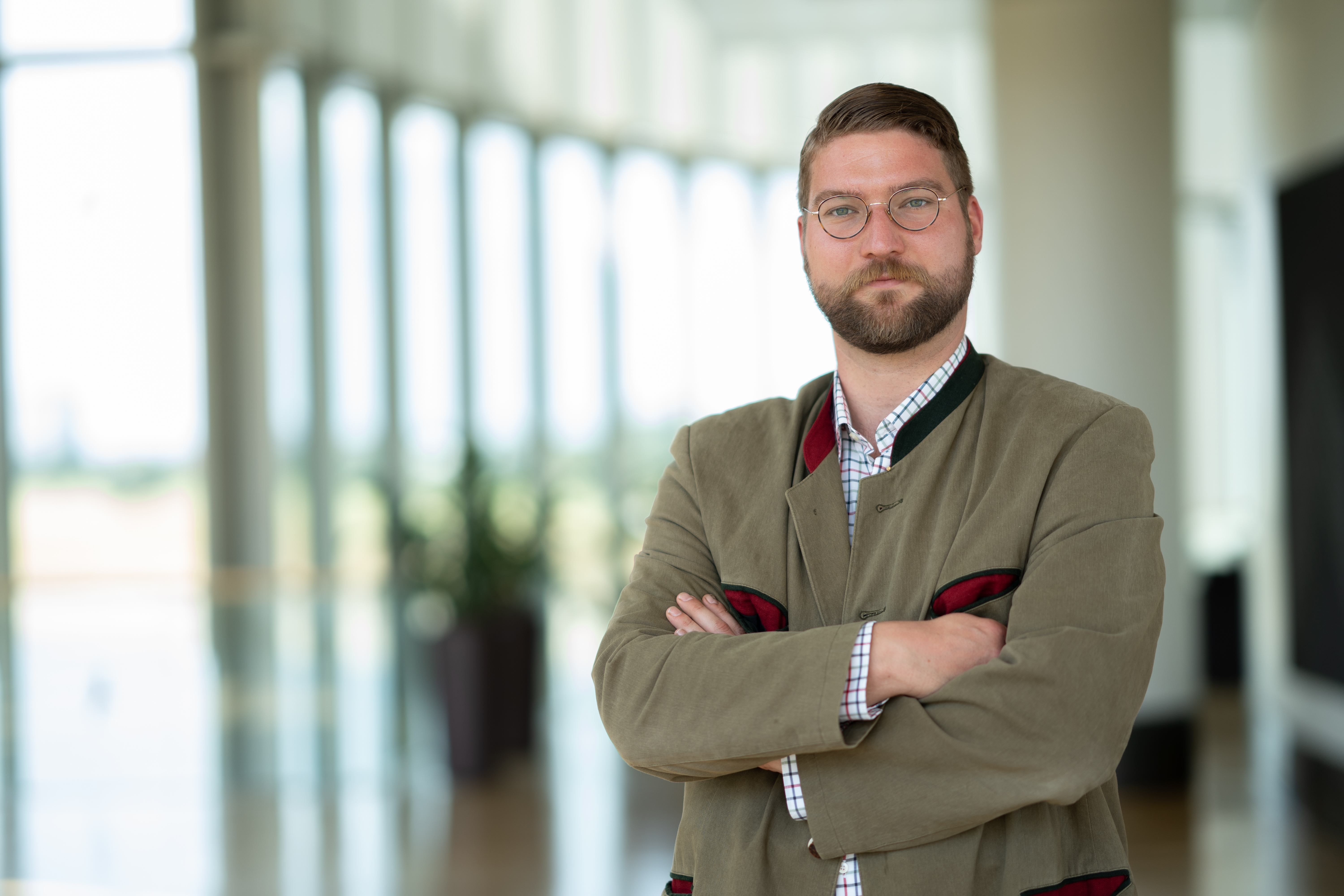
Zacharias Schalley, 2022

Zacharias Schalley (* 20. August 1991 in Krefeld) ist ein deutscher Politiker (AfD). Seit 2022 ist er Abgeordneter im Landtag Nordrhein-Westfalen.

## Leben
Schalley legte 2011 am Gymnasium Fabritianum in Krefeld-Uerdingen das Abitur ab und studierte zunächst für ein Semester Rechtswissenschaft an der Universität Passau. Ab 2012 nahm er ein Studium der Geschichtswissenschaft und der Politikwissenschaft an der Heinrich-Heine-Universität Düsseldorf auf, das er 2021 mit dem Master of Arts abschloss. Er gehört seit seinem Studium der Alten Halleschen Burschenschaft Rhenania-Salingia zu Düsseldorf an.
Das Verwaltungsgericht Düsseldorf entzog Schalley im März 2023 die Waffenbesitzkarte. Begründung waren „Zweifel an der waffenrechtlichen Zuverlässigkeit des AfD-Landtagsabgeordneten“.

## Politik
Schalley engagiert sich seit 2016 in der AfD. Ab 2017 war er Mitglied des Landesvorstandes der Jungen Alternative Nordrhein-Westfalen, dem er bis 2022 angehörte. Seit 2020 gehört Schalley dem Stadtrat von Meerbusch als Einzelvertreter der AfD an.
Bei der Landtagswahl 2022 kandidierte Schalley als Direktkandidat im Landtagswahlkreis Rhein-Kreis Neuss III und auf Platz zwölf der AfD-Landesliste. Er zog über die Landesliste in den Landtag ein.